# صوفيا لشبونة
صوفيا لشبونة (بالبرتغالية: Sofia Lisboa‏) هي مغنية برتغالية، ولدت في 1977 في ليريا في البرتغال.